# Glomdalsbruden
Glomdalsbruden er en norsk film fra 1926 instrueret af Carl Theodor Dreyer. Filmen er baseret på historierne Glomdalsbruden og Eline Vangen af Jacob Breda Bull.

## Medvirkende
- Einar Sissener - Tore Braaten
- Tove Tellback - Berit Glomgaarden
- Stub Wiberg - Ola Glomgaarden
- Harald Stormoen - Jakob Braaten
- Alfhild Stormoen - Kari Braaten, hans hustru
- Oscar Larsen - Berger Haugsett
- Einar Tveito - Gjermund Haugsett, hans sønn
- Rasmus Rasmussen - Præsten
- Sophie Reimers - Præstefruen
- Julie Lampe - Gammel-Guri